# Who Do You Think You Are
Who Do You Think You Are este un single al formației de origine britanică Spice Girls aflat pe albumul Spice. Spre deosebire de celelalte single-uri, această piesă nu a fost lansată ca single și în Statele Unite.